# Kevin Durant
Kevin Wayne Durant (Washington D. C., 29 de septiembre de 1988) es un jugador de baloncesto estadounidense que pertenece a la plantilla de los Houston Rockets de la NBA. Con 2,11 metros de altura, juega en la posición de alero. Fue campeón de la NBA y MVP de las finales en 2017 y 2018; campeón del mundo en 2010 y medalla de oro olímpica con la selección de Estados Unidos en 2012, 2016, 2021 y 2024, siendo el deportista masculino de equipo con más medallas de oro de la historia. También fue MVP de la temporada en 2014, y está considerado como uno de los mejores jugadores del mundo.
Es un jugador con una excelente capacidad para el tiro exterior y tiro de media distancia y que gracias a su envergadura también puede jugar de ala-pívot. Su dorsal con el número 35 se debe a su entrenador de high school, Charles Craig, quien falleció a esa edad.

## Carrera

### Instituto
Durant comenzó jugando al baloncesto en varios equipos de la AAU de Maryland y compartiendo vestuario con Michael Beasley (Kansas State) y Chris Braswell (Georgetown), promediando 30 puntos por partido además de 5 rebotes, 1,7 tapones y 3,5 asistencias. Durante este tiempo Durant también jugó en el equipo de baloncesto de la Oak Hill Academy, ganando el campeonato nacional USA Today de 2005. En la temporada 2005-06 fue transferido bajo el director técnico Stu Vetter en Montrose Christian School en Rockville, Maryland. Allí, Durant lideró al equipo en anotación y fue nombrado baloncestista masculino del año 2006 por The Washington Post. También disputó el McDonald's All American y fue elegido co-MVP con Chase Budinger. Tras dejar la secundaria, Durant estaba considerado el mejor jugador de instituto de la clase de 2006 junto con Greg Oden.

### Universidad

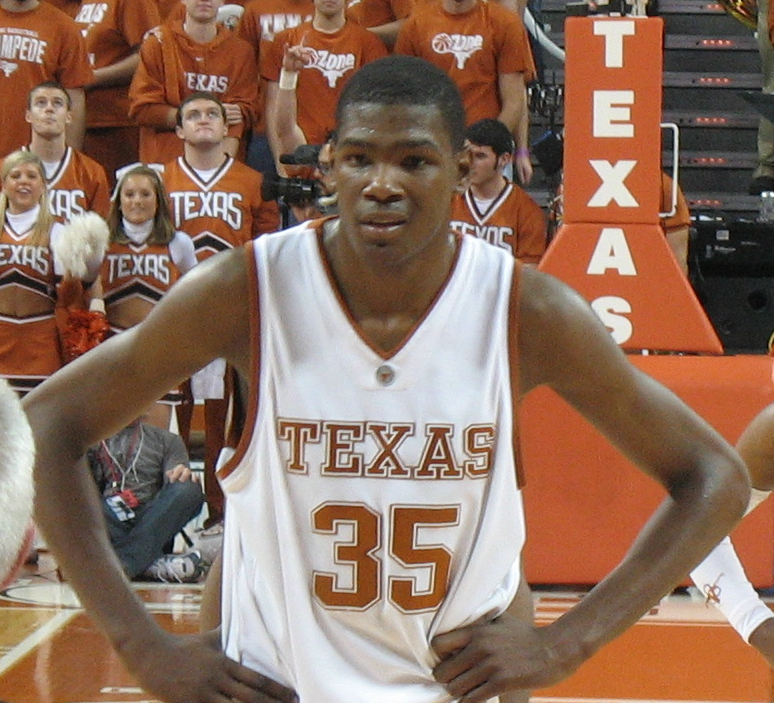
Durant, en su etapa universitaria.

En su única temporada en la Universidad de Texas, Durant promedió 25.8 puntos y 11.1 rebotes por partido, mientras que en la Big 12 Conference aportó 28.9 puntos y 12.5 rebotes. Su récord personal de puntos en un encuentro es de 37, conseguido en cuatro ocasiones. Durant realizó 20 partidos con 30 o más puntos en su estadística, incluyendo una derrota ante Kansas Jayhawks en temporada regular por el título de conferencia.
En marzo de 2007 fue nombrado jugador del año de la División I de la NCAA por la NABC, recibió el Oscar Robertson Trophy y el Adolph F. Rupp Trophy, convirtiéndose así en el primer freshman en ganar todos esos trofeos. El 30 de marzo de 2007, fue nombrado jugador universitario del año, siendo con ello el primer freshman y atleta de Texas en lograrlo desde su inclusión en 1961. El 1 de abril de 2007 recibió el Naismith Award y seis días más tarde el John R. Wooden Award.
A finales de febrero de 2007, Durant recibió una invitación de USA Basketball para entrenar con la selección, convirtiéndose en el segundo freshman en conseguirlo detrás de Greg Oden.

#### Estadísticas
| Año     | Equipo | PJ | PT | MPP  | %TC  | %3P  | %TL  | RPP  | APP | ROB | TPP | PPP  |
| ------- | ------ | -- | -- | ---- | ---- | ---- | ---- | ---- | --- | --- | --- | ---- |
| 2006–07 | Texas  | 35 | 35 | 35.9 | .473 | .404 | .816 | 11.1 | 1.3 | 1.9 | 1.9 | 25.8 |

### NBA

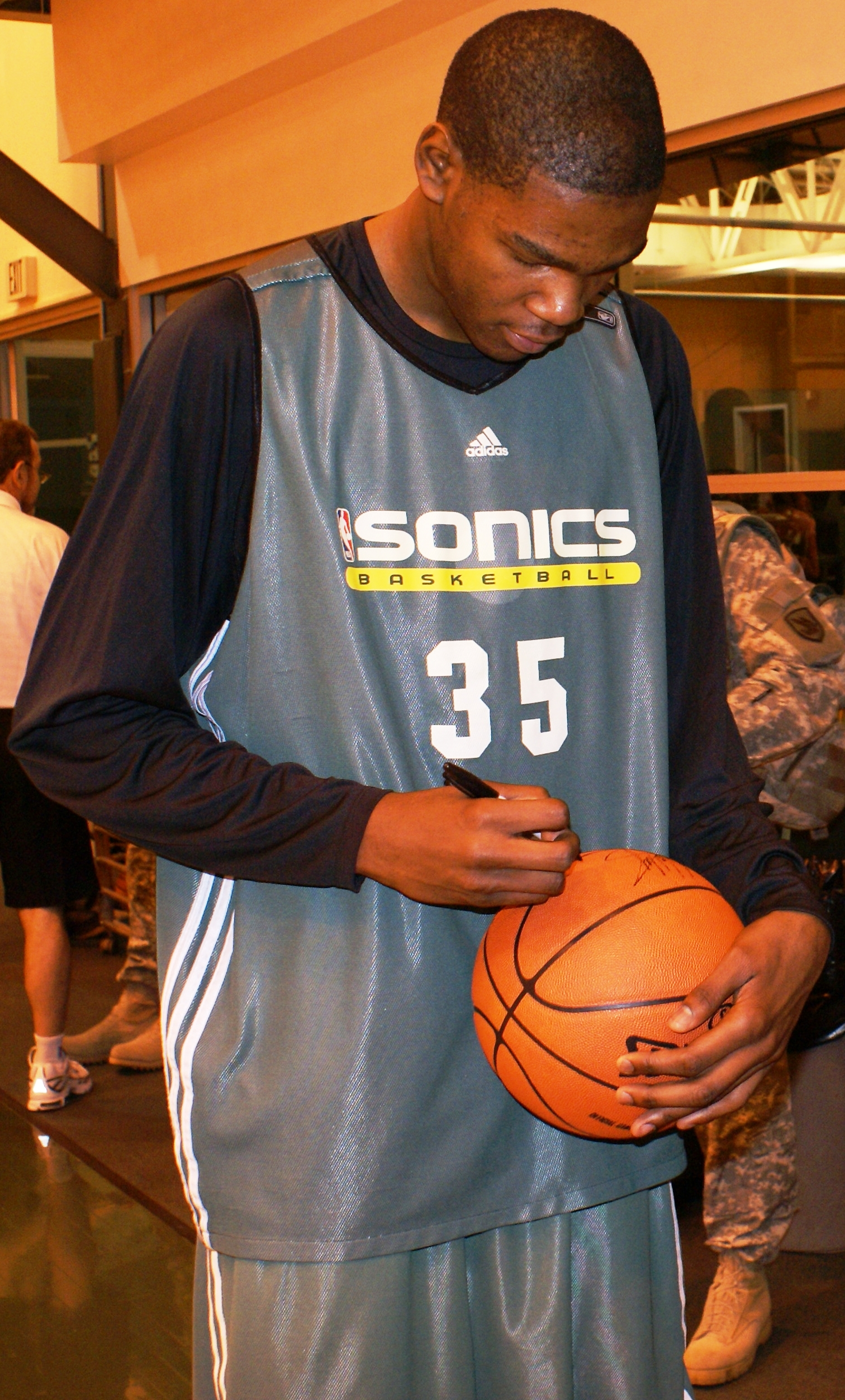
Durant firmando un autógrafo en las prácticas con Seattle en 2008.

#### Seattle SuperSonics/Oklahoma City Thunder

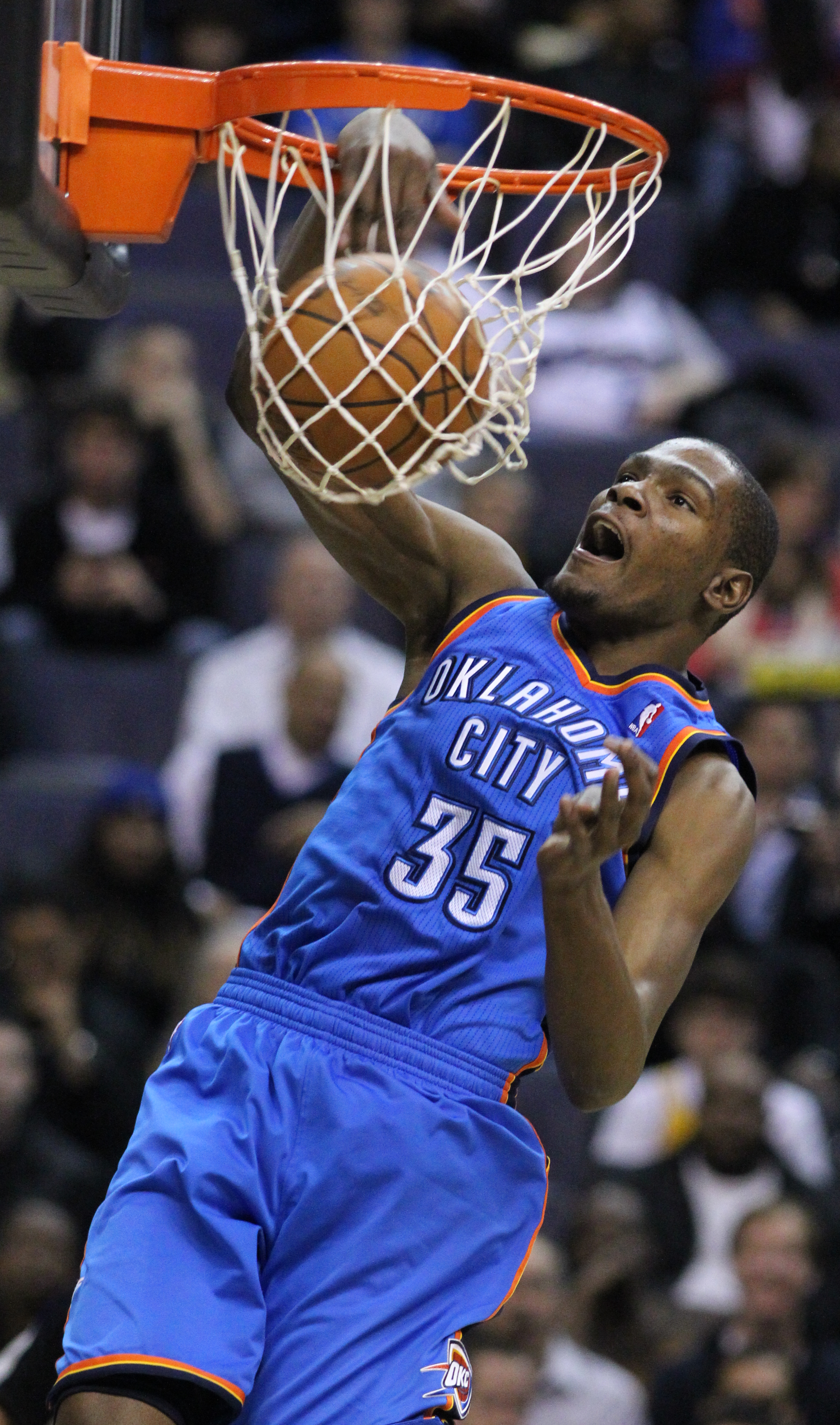
Durant realizando un mate en 2011.

El 28 de junio de 2007, Kevin Durant, fue seleccionado en la segunda posición del Draft de 2007 por Seattle SuperSonics. En su primera temporada, Durant promedió 20.3 puntos (liderando a los Sonics en este apartado), 4.4 rebotes y 2.4 asistencias, consiguiendo así el Rookie del Año por delante de Al Horford, de Atlanta Hawks. Participó en el Rookie Challenge del All-Star Weekend de 2008, celebrado en New Orleans, anotando 23 puntos y capturando 8 rebotes, pero los rookies perdieron ante los sophomores por 136-109.
Antes de comenzar la temporada 2008-09 el equipo se trasladó a Oklahoma City, convirtiéndose en los Oklahoma City Thunder. Durant mostró una gran mejoría en su juego, siendo ya declarado líder indiscutible de su equipo. Volvió a liderar al equipo en anotación, consiguiendo 25.3 puntos por noche. También promedió 6.5 rebotes por partido y 2,8 asistencias. Volvió a disputar el Rookie Challenge, esta vez con los Sophomores. Fue proclamado MVP del partido tras anotar 46 puntos (récord de anotación en el partido de novatos) y capturar 7 rebotes, solo superado por LeBron James. También fue elegido en el mejor quinteto de la NBA.
En la temporada 2009-10 Kevin Durant fue máximo anotador de la NBA, promediando 30,1 puntos por partido. Además promedió 7,6 rebotes y 2,8 asistencias. Esta temporada fue la primera en la que fue seleccionado para el partido de las estrellas del All-Star Weekend, Además fue seleccionado en el (mejor quinteto NBA) de la temporada regular. Este año su equipo entró en los playoffs donde cayeron en primera ronda en 6 partidos contra Los Angeles Lakers que serían posteriores campeones. Además Kevin Durant fue con la selección estadounidense al Mundial de baloncesto de Turquía 2010, donde conquistaron el mundial, y además a carácter individual fue elegido MVP. También esta temporada batió su récord de triples en un partido, con 7 contra Utah.
Esta temporada Kevin Durant volvió a ser máximo anotador de la NBA, siendo elegido para el mejor quinteto de la NBA. En la temporada promedió 27,7 puntos, 6,8 rebotes y 2,7 asistencias. Por otro lado fue elegido otra vez para el partido de las estrellas del All-Star Weekend. Además se llevó el premio Magic Johnson Award, concedido al jugador que aúna mejor la calidad deportiva con un correcto trato con los medios de comunicación y el público. En los Playoffs de la NBA llegaron hasta la final de la Conferencia Oeste, superando a Denver y a Memphis y cayendo ante Dallas, en estos Kevin Durant promedió 28,6 puntos por partido, 8,2 rebotes y 2,8 asistencias. También logró su récord de rebotes en la NBA con 18 contra Minnesota y participó en el concurso de triples de la NBA.
Esta campaña Kevin Durant es convocado para participar de su tercer All-Star Game, siendo elegido el MVP del partido y cumpliendo una actuación épica, la prensa lo catalogó así; "Kevin Durant le arrebató el galardón a LeBron James al mejor actor con un partidazo en el que finalizó con 36 puntos" (a solo seis del récord de Wilt Chamberlain en un All Star). Ya desde entonces es reconocido como uno de los mejores jugadores de la NBA, además fue al concurso de triples de la NBA. En la temporada promedió 28 puntos por partido siendo líder en anotación de la NBA, además sumó 8 rebotes y 3,5 asistencias por encuentro, siendo gracias a esto elegido para el Mejor quinteto de la NBA. Al final de temporada Kevin Durant fue con la selección estadounidense de baloncesto con la que jugó en los Juegos Olímpicos de Londres 2012 donde lograrían el oro olímpico.
Esta temporada su equipo llegó a las finales de la NBA contra los Miami Heat de LeBron James, ante los que perdieron la final. Durant promedió 28,5 puntos por partido en los Playoffs.
Kevin Durant fue elegido en el mejor quinteto de la NBA y entró en el Club del 50-40-90 del que solo forman parte 8 jugadores en toda la historia de la NBA. En la temporada promedió 28,1 puntos, 7,9 rebotes y 4,6 asistencias por partido. En los Playoffs de la NBA perdieron por sorpresa contra Memphis en semifinales de conferencia. Aunque Durant firmó sus mejores registros en los Playoffs con 30,8 puntos, 9 rebotes y 6,3 asistencias por partido.
El 6 de mayo de 2014 fue elegido MVP de la NBA, recibiendo 119 de las 125 primeras elecciones posibles. Se unió a Wilt Chamberlain, Michael Jordan y Elgin Baylor en la lista de los únicos jugadores que han promediado en una misma temporada más de 32 puntos, 7 rebotes y 5 asistencias por partido. Logrando Durant 32 puntos, 7,4 rebotes y 5,5 asistencias por partido. Además Durant fue elegido para el partido de las estrellas del All-Star Weekend. También fue seleccionado para el mejor quinteto de la NBA y fue máximo anotador de la temporada de la NBA. En los Playoffs de la NBA perdieron en la final de conferencia contra los San Antonio Spurs, posteriores campeones.
El 18 de enero de 2014 alcanzó su mejor anotación en un partido de su carrera profesional con 54 puntos jugando contra Golden State Warriors, superando los 52 puntos conseguidos contra Dallas Mavericks (en un partido que tuvo una prórroga) habiendo ya sido nominado para el All-Star de ese año. En verano tuvo que renunciar a ir con su selección al Mundial de Baloncesto de 2014 debido a no encontrase bien físicamente, posteriormente se lesionaría al empezar la siguiente temporada.
Durant solo pudo jugar 27 partidos de la temporada 2014-15, lesionándose y perdiéndose gran parte de la temporada por unas dolencias en su dedo pulgar del pie derecho. Durant promedió 25,4 puntos, 6,6 rebotes y 4,1 asistencias por partido, pero su equipo no logró clasificarse para los Playoffs de la NBA.
La 2015-16 era la última temporada de contrato de Kevin Durant con los Oklahoma City Thunder tras la cual quedó como agente libre. Fue seleccionado para el partido de las estrellas del All-Star Weekend de la NBA y seleccionado en el segundo mejor quinteto de la NBA. En la temporada Durant promedió 28,2 puntos, 8,2 rebotes y 5 asistencias por partido. En los playoffs llegaron hasta las finales de la NBA donde estuvieron a punto de ganar a los Golden State Warriors en las finales de conferencia, curiosamente a partir de esa eliminatoria Durant empezó a jugar en el equipo de Oakland.
En verano Kevin Durant fue con la selección estadounidense de baloncesto a los Juegos Olímpicos de Río 2016 donde se alzarían con el oro olímpico, siendo Durant el jugador más destacado del equipo.

#### Golden State Warriors

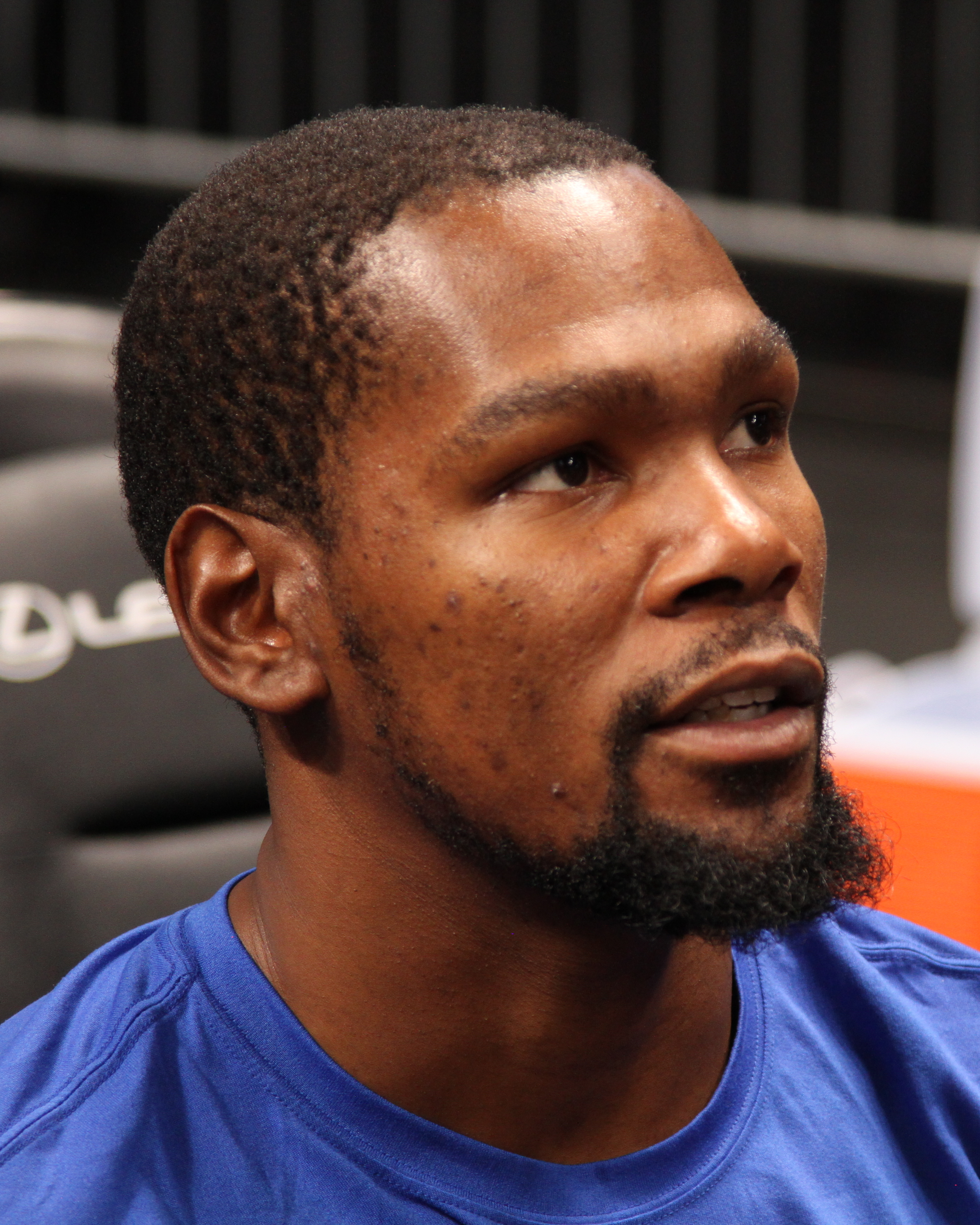
Durant con los Warriors en 2017.

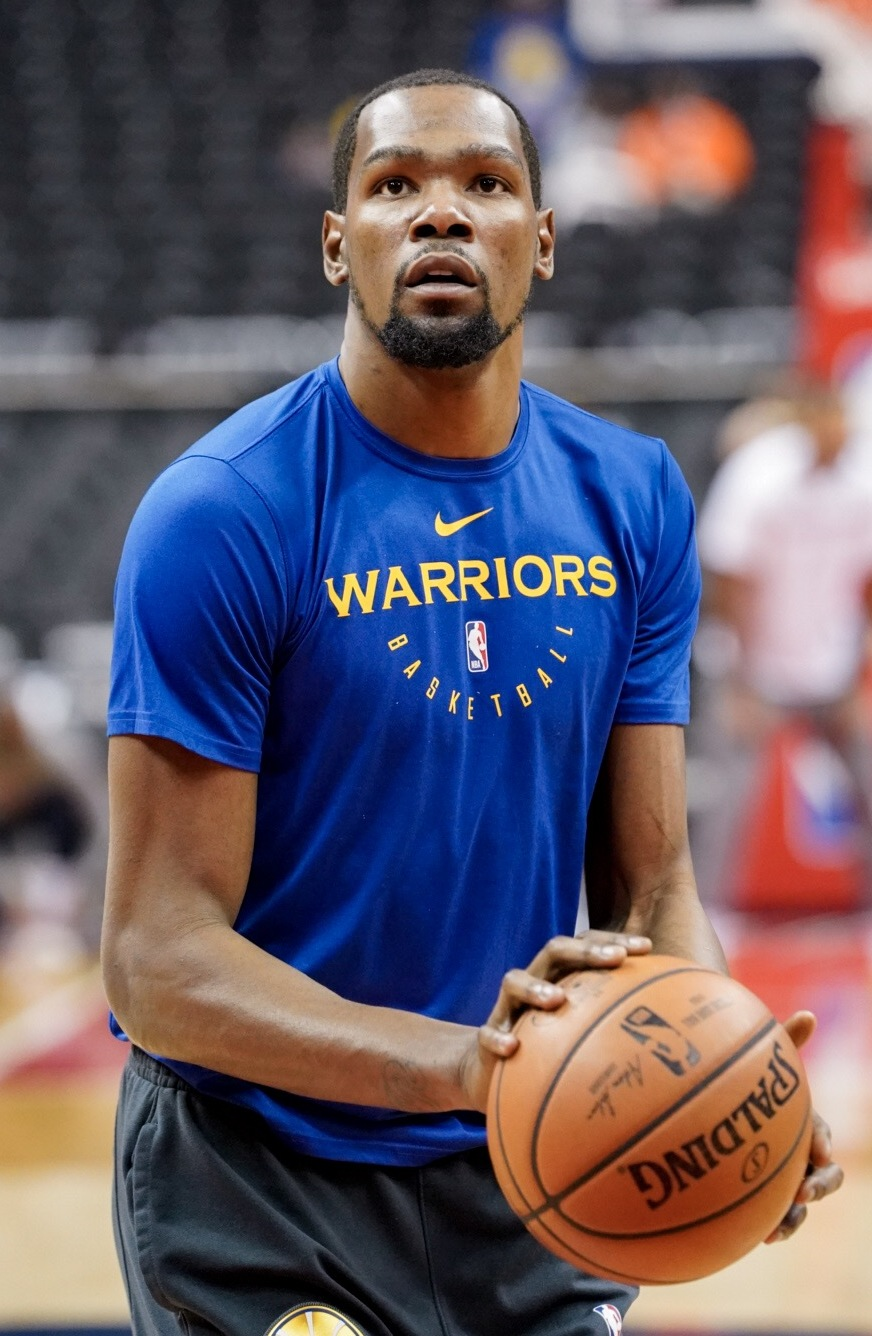
Durant con los Warriors en 2019.

El 4 de julio de 2016 el propio Durant hizo oficial su fichaje por los Golden State Warriors por dos temporadas, dejando atrás el equipo en el que había jugado durante toda su carrera en la NBA. En su nuevo equipo consiguió ganar su primer anillo de la NBA. Además, fue nombrado como jugador más valioso de la final contra los Cleveland Cavaliers (4-1). También fue elegido para jugar como titular el partido de las estrellas del All-Star Weekend.
La siguiente temporada siguió un guion casi idéntico: Golden State logró el pase a las finales, y de nuevo contra los Cavs de LeBron James, los Warriors se alzaron con el anillo (4-0), y Durant ganó su segundo MVP de las Finales.
En la temporada 2018-19, los Warriors finalizaron segundos del Oeste. En el sexto partido de primera ronda ante Los Angeles Clippers, Durant anotó 50 puntos para cerrar la serie (4-2). Ya en las semifinales de Conferencia se enfrentaron a los Houston Rockets de James Harden, donde Durant sufrió una lesión muscular. Durante las finales de 2019 contra los Toronto Raptors de Kawhi Leonard, Kevin forzó para jugar el quinto partido de la serie, pero sufrió una rotura en el tendón de Aquiles. Los Warriors ganaron ese partido pero acabarían perdiendo las Finales (2-4).

#### Brooklyn Nets
El 1 de julio de 2019 firma un acuerdo de 161 millones de dólares y 4 años con los Brooklyn Nets.
Tras no disputar un solo encuentro de la 2019-20, debutó con los Nets en el primer partido de la 2020-21 el 22 de diciembre de 2020. El 18 de febrero de 2021, fue elegido por decimoprimera vez para disputar el All-Star Game que se celebró en Atlanta. El 15 de junio, en el quinto encuentro de semifinales de conferencia ante los Bucks, registró 49 puntos, 17 rebotes y 10 asistencias, siendo su mejor actuación en un partido de playoffs, la anotación más alta de un jugador de los Nets en postemporada, y la primera vez que un jugador en la historia de la NBA registra un 45+, 15+, 10+ en playoffs. Cuatro días más tarde, el 19 de junio, en el séptimo partido de semifinales de conferencia, anotó 48 puntos, siendo la mayor anotación en un séptimo partido de playoffs de la historia.
El 6 de agosto de 2021, acuerda una extensión de contrato con los Nets por $198 millones y 4 años, empezando en la 22-23.
El 22 de octubre de 2021, en el segundo encuentro de la temporada, ante Philadelphia 76ers, logra un triple-doble con 19 puntos, 15 rebotes y 12 asistencias. El 31 de octubre fue multado por la NBA con $25.000 por lanzar un balón a la grada, dos días antes, en el partido ante Indiana Pacers. Fue nombrado jugador del mes de octubre/noviembre de la Conferencia Este. El 11 de diciembre, fue de nuevo multado con otros $25.000 por encararse con un aficionado, en el partido ante Atlanta Hawks. El 12 de diciembre, anota 51 puntos ante Detroit Pistons. El 15 de enero ante New Orleans Pelicans, sufrió un esguince en la rodilla izquierda tras recibir un golpe de su compañero Bruce Brown Jr., que lo mantendría fuera de competición varias semanas. El 27 de enero se anuncia su titularidad como capitán en el All-Star Game de la NBA 2022, siendo la decimosegunda nominación de su carrera. Aunque finalmente no pudo participar por lesión, y fue reemplazado por LaMelo Ball. El 13 de marzo ante New York Knicks anota 53 puntos. El 29 de marzo ante Detroit Pistons anota 41 puntos y captura 11 rebotes. El 2 de abril ante Atlanta Hawks alcanza su récord personal de anotación con 55 puntos. El 6 de abril ante New York Knicks consigue un triple-doble de 32 puntos, 11 asistencias y 10 rebotes.
Al comienzo de su tercera temporada con los Nets, el 10 de noviembre de 2022 ante New York Knicks, registra un triple-doble de 29 puntos, 12 rebotes y 12 asistencias. El 28 de noviembre ante Orlando Magic anota 45 puntos. El 18 de diciembre anota 43 puntos ante Detroit Pistons. El 27 de diciembre se colocó como decimoquinto máximo anotador de la historia de la NBA tras superar los 27.496 puntos de Tim Duncan. El 4 de enero de 2023 anota 44 puntos ante Chicago Bulls. El 26 de enero fue elegido como titular para participar en el All-Star Game de 2023 de Salt Lake City, siendo su decimotercera participación en el partido de las estrellas.

#### Phoenix Suns
El 8 de febrero de 2023 es traspasado, junto a T. J. Warren, a Phoenix Suns a cambio de Mikal Bridges, Cam Johnson y Jae Crowder. Debutó con los Suns ante Charlotte Hornets, anotando 23 puntos.
Al comienzo de su segunda temporada en Phoenix, el 5 de noviembre de 2023, anota 41 puntos ante Detroit Pistons. El 1 de diciembre ante Denver Nuggets, supera los 27.409 puntos de Moses Malone y se coloca como décimo máximo anotador en la historia de la liga. El 19 de diciembre anota 40 puntos ante Portland Trail Blazers. El 21 de enero de 2024 anota 40 puntos ante Indiana Pacers. Al día siguiente anota 43 puntos ante Chicago Bulls. El 25 de enero fue elegido como titular para el All-Star Game, siendo la decimocuarta elección de su carrera. El 9 de marzo anota 45 puntos ante Boston Celtics. El 20 de marzo de 2024 superó los 28.596 puntos de Shaquille O'Neal y se colocó como el octavo máximo anotador de la historia de la liga.
Durante su tercer año con los Suns, el 21 de diciembre de 2024 ante Detroit Pistons anota 43 puntos. A finales de enero de 2025 se anunció su participación en el All-Star Game, siendo la decimoquinta nominación de su carrera. El 11 de febrero se convirtió en el octavo jugador en la historia de la NBA en alcanzar los 30.000 puntos anotados, en un partido ante los Memphis Grizzlies, quedándose solo por detrás de LeBron James (41.623), Kareem Abdul-Jabbar (38.387), Karl Malone (36.928), Kobe Bryant (33.643), Michael Jordan (32.292), Dirk Nowitzki (31.560) y Wilt Chamberlain (31.419). Julius Erving también superó esa cifra al combinar sus puntos anotados en la NBA y la ABA. El 21 de marzo anotó 42 puntos ante Cleveland Cavaliers

#### Houston Rockets
El 22 de junio de 2025 es traspasado a Houston Rockets a cambio de Jalen Green y Dillon Brooks.

### Selección nacional
Durant debutó con el team USA en 2008 y participó en el Mundial de Baloncesto de Turquía 2010, donde salió campeón venciendo en la final a Turquía por 81-64, anotando 28 puntos. Además, fue elegido MVP del torneo y en el quinteto ideal, junto a Hedo Turkoglu, Luis Scola, Miloš Teodosić y Linas Kleiza.
También ha conseguido la medalla de Oro de los Juegos Olímpicos de Londres 2012, Río 2016 y Tokio 2020.
Entre julio y agosto de 2024 fue parte de la selección absoluta de Estados Unidos, que disputó los Juegos Olímpicos de París, y que ganó el oro, tras vencer la final ante Francia.
Estadísticas
|  | Denota torneo en el que ganó la medalla de Oro |

| Torneo               | PJ | PT | MPP  | %TC  | %3P  | %TL  | RPP | APP | ROB | TPP | PPP  |
| -------------------- | -- | -- | ---- | ---- | ---- | ---- | --- | --- | --- | --- | ---- |
| Mundial Turquía 2010 | 9  | 9  | 34.6 | .556 | .456 | .912 | 6.1 | 1.8 | 1.0 | .9  | 22.8 |
| JJ. OO. Londres 2012 | 8  | 8  | 26.0 | .485 | .523 | .889 | 5.8 | 2.6 | 1.6 | .6  | 19.5 |
| JJ. OO. Río 2016     | 8  | 8  | 28.6 | .578 | .581 | .815 | 5.0 | 3.5 | 1.0 | .5  | 19.4 |
| JJ. OO. Tokio 2021   | 6  | 6  | 27.5 | .529 | .375 | .905 | 5.3 | 3.6 | 1.0 | 1.1 | 20.7 |
| JJ. OO. París 2024   | 6  | 6  | 22.2 | .540 | .519 | .938 | 3.2 | 2.3 | 1.0 | .2  | 13.8 |

## Estadísticas de su carrera en la NBA
|  | Denota temporada en la que ganó un campeonato de la NBA |
|  | Líder de la liga                                        |

### Temporada regular
| Año      | Equipo        | PJ    | PT    | MPP  | %TC  | %3P  | %TL  | RPP | APP | ROB | TPP | PPP  |
| -------- | ------------- | ----- | ----- | ---- | ---- | ---- | ---- | --- | --- | --- | --- | ---- |
| 2007-08  | Seattle       | 80    | 80    | 34.6 | .430 | .288 | .873 | 4.4 | 2.4 | 1.0 | .9  | 20.3 |
| 2008-09  | Oklahoma City | 74    | 74    | 39.0 | .476 | .422 | .863 | 6.5 | 2.8 | 1.3 | .7  | 25.3 |
| 2009-10  | Oklahoma City | 82    | 82    | 39.5 | .476 | .365 | .900 | 7.6 | 2.8 | 1.4 | 1.0 | 30.1 |
| 2010-11  | Oklahoma City | 78    | 78    | 38.9 | .462 | .350 | .880 | 6.8 | 2.7 | 1.1 | 1.0 | 27.7 |
| 2011-12  | Oklahoma City | 66    | 66    | 38.6 | .496 | .387 | .860 | 8.0 | 3.5 | 1.3 | 1.2 | 28.0 |
| 2012-13  | Oklahoma City | 81    | 81    | 38.5 | .510 | .416 | .905 | 7.9 | 4.6 | 1.4 | 1.3 | 28.1 |
| 2013-14  | Oklahoma City | 81    | 81    | 38.5 | .503 | .391 | .873 | 7.4 | 5.5 | 1.3 | 0.7 | 32.0 |
| 2014-15  | Oklahoma City | 27    | 27    | 33.8 | .510 | .403 | .854 | 6.6 | 4.1 | .9  | .9  | 25.4 |
| 2015-16  | Oklahoma City | 72    | 72    | 35.8 | .505 | .386 | .898 | 8.2 | 5.0 | .9  | 1.1 | 28.2 |
| 2016-17  | Golden State  | 62    | 62    | 33.4 | .537 | .375 | .875 | 8.9 | 4.9 | 1.1 | 1.6 | 25.1 |
| 2017-18  | Golden State  | 68    | 68    | 34.2 | .516 | .419 | .889 | 6.8 | 5.4 | .7  | 1.8 | 26.4 |
| 2018-19  | Golden State  | 78    | 78    | 34.6 | .521 | .353 | .885 | 6.4 | 5.9 | .7  | 1.1 | 26.0 |
| 2020-21  | Brooklyn      | 35    | 32    | 33.1 | .537 | .450 | .882 | 7.1 | 5.6 | .7  | 1.3 | 26.9 |
| 2021-22  | Brooklyn      | 55    | 55    | 37.2 | .518 | .383 | .910 | 7.4 | 6.4 | .9  | .9  | 29.9 |
| 2022-23  | Brooklyn      | 39    | 39    | 36.0 | .559 | .376 | .934 | 6.7 | 5.3 | .8  | 1.5 | 29.7 |
| 2022-23  | Phoenix       | 8     | 8     | 33.6 | .570 | .537 | .833 | 6.4 | 3.5 | .3  | 1.3 | 26.0 |
| 2023-24  | Phoenix       | 75    | 75    | 37.2 | .523 | .413 | .856 | 6.6 | 5.0 | .9  | 1.2 | 27.1 |
| 2024-25  | Phoenix       | 62    | 62    | 36.5 | .527 | .430 | .839 | 6.0 | 4.2 | .8  | 1.2 | 26.6 |
| Total    | Total         | 1,123 | 1,120 | 36.7 | .502 | .390 | .882 | 7.0 | 4.4 | 1.0 | 1.1 | 27.2 |
| All-Star | All-Star      | 12    | 10    | 25.9 | .525 | .351 | .897 | 6.0 | 3.8 | 1.7 | .4  | 22.7 |

### Playoffs
| Año   | Equipo        | PJ  | PT  | MPP  | %TC  | %3P  | %TL  | RPP | APP | ROB | TPP | PPP  |
| ----- | ------------- | --- | --- | ---- | ---- | ---- | ---- | --- | --- | --- | --- | ---- |
| 2010  | Oklahoma City | 6   | 6   | 38.5 | .350 | .286 | .871 | 7.7 | 2.3 | .5  | 1.3 | 25.0 |
| 2011  | Oklahoma City | 17  | 17  | 42.5 | .449 | .339 | .838 | 8.2 | 2.8 | .9  | 1.1 | 28.6 |
| 2012  | Oklahoma City | 20  | 20  | 41.9 | .517 | .373 | .864 | 7.4 | 3.7 | 1.5 | 1.2 | 28.5 |
| 2013  | Oklahoma City | 11  | 11  | 44.1 | .455 | .314 | .830 | 9.0 | 6.3 | 1.3 | 1.1 | 30.8 |
| 2014  | Oklahoma City | 19  | 19  | 42.9 | .460 | .344 | .810 | 8.9 | 3.9 | 1.0 | 1.3 | 29.6 |
| 2016  | Oklahoma City | 18  | 18  | 40.3 | .430 | .282 | .890 | 7.1 | 3.3 | 1.0 | 1.0 | 28.4 |
| 2017  | Golden State  | 15  | 15  | 35.5 | .556 | .442 | .893 | 8.0 | 4.3 | .8  | 1.3 | 28.5 |
| 2018  | Golden State  | 21  | 21  | 38.4 | .487 | .341 | .901 | 7.8 | 4.7 | .7  | 1.2 | 29.0 |
| 2019  | Golden State  | 12  | 12  | 36.8 | .514 | .438 | .903 | 4.9 | 4.5 | 1.1 | 1.0 | 32.3 |
| 2021  | Brooklyn      | 12  | 12  | 40.4 | .514 | .402 | .871 | 9.3 | 4.4 | 1.5 | 1.6 | 34.3 |
| 2022  | Brooklyn      | 4   | 4   | 44.0 | .386 | .333 | .895 | 5.8 | 6.3 | 1.0 | .3  | 26.3 |
| 2023  | Phoenix       | 11  | 11  | 42.3 | .478 | .333 | .917 | 8.7 | 5.5 | .8  | 1.4 | 29.0 |
| 2024  | Phoenix       | 4   | 4   | 42.1 | .552 | .417 | .824 | 6.5 | 3.3 | .5  | 1.5 | 26.8 |
| Total | Total         | 170 | 170 | 40.5 | .477 | .356 | .868 | 7.8 | 4.2 | 1.0 | 1.2 | 29.3 |

## Vida personal
Hijo de Wanda (née Durant) y Wayne Pratt. Cuando Kevin era un bebé, su padre abandonó a la familia; Wanda y Wayne acabaron divorciándose, y la abuela de Durant, Barbara Davis, ayudó a criarlo. A los 13 años, el padre de Durant volvió a entrar en su vida y viajó por el país con él a torneos de baloncesto. Durant tiene una hermana, Brianna, y dos hermanos, Tony y Rayvonne. Kevin y sus hermanos crecieron en el condado de Prince George (Maryland), en la periferia oriental de Washington D. C.
Durant tiene una relación muy estrecha con su madre, Wanda, una relación que se mostró en el documental de Lifetime, The Real MVP: The Wanda Durant Story.
Durant se declara Cristiano y ha asistido a escuelas baptistas. Tiene incluso algunos tatuajes con temática religiosa en su estómago, pecho, y en la espalda.
Desde 2013 a 2015 mantuvo una relación con la jugadora de la WNBA, Monica Wright.
Negocios e inversiones
Posee varias propiedades en el área de Oklahoma City. En 2013 abrió un restaurante en el barrio de Bricktown, el KD's Southern Cuisine.
Ha tenido contratos de patrocinio con Nike, Sprint, Gatorade, Panini, General Electric, y 2K Sports. También con Foot Locker, que en 2013 lanzó la campaña comercial: "nicest guy in the NBA".
En 2017, junto a Rich Kleiman, fundan Thirty Five Ventures (35V), una empresa para invertir en empresas tecnológicas. En mayo de 2021, se unen como inversores de Just Women's Sports, una plataforma dedicada al deporte femenino.
En octubre de 2021, se lanza la serie Swagger, inspirada en su vida. Durant, fue también productor ejecutivo.
En junio de 2020, se convierte en accionista minoritario del Philadelphia Union, equipo de la MLS, la liga de fútbol estadounidense, al adquirir el 5% de acciones del club.
En diciembre de 2021, firma un acuerdo con Coinbase para ser embajador de la marca.
En agosto de 2024 se convierte en accionista minoritario del PSG, club de la primera división del fútbol francés.

## Galardones y logros

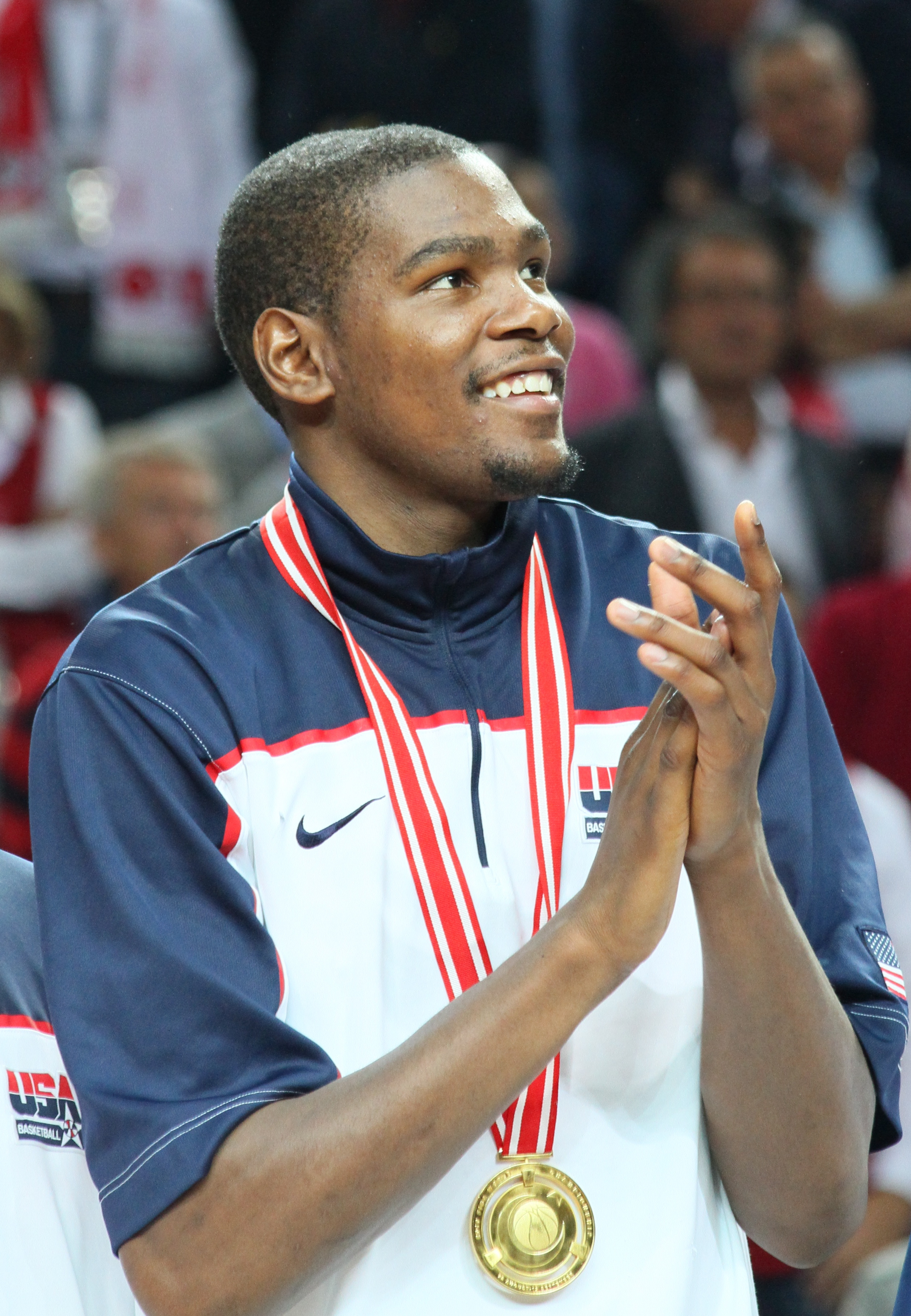
Durant con la medalla de oro en el campeonato mundial de 2010.

### Títulos internacionales de selección
- Medalla de Oro en el Campeonato Mundial de Baloncesto de 2010
- Medalla de Oro de los Juegos Olímpicos de Londres 2012
- Medalla de Oro de los Juegos Olímpicos de Río 2016
- Medalla de Oro de los Juegos Olímpicos de Tokio 2020
- Medalla de Oro en los Juegos Olímpicos de París 2024
- MVP del Campeonato Mundial de Baloncesto de 2010

### Galardones y logros personales

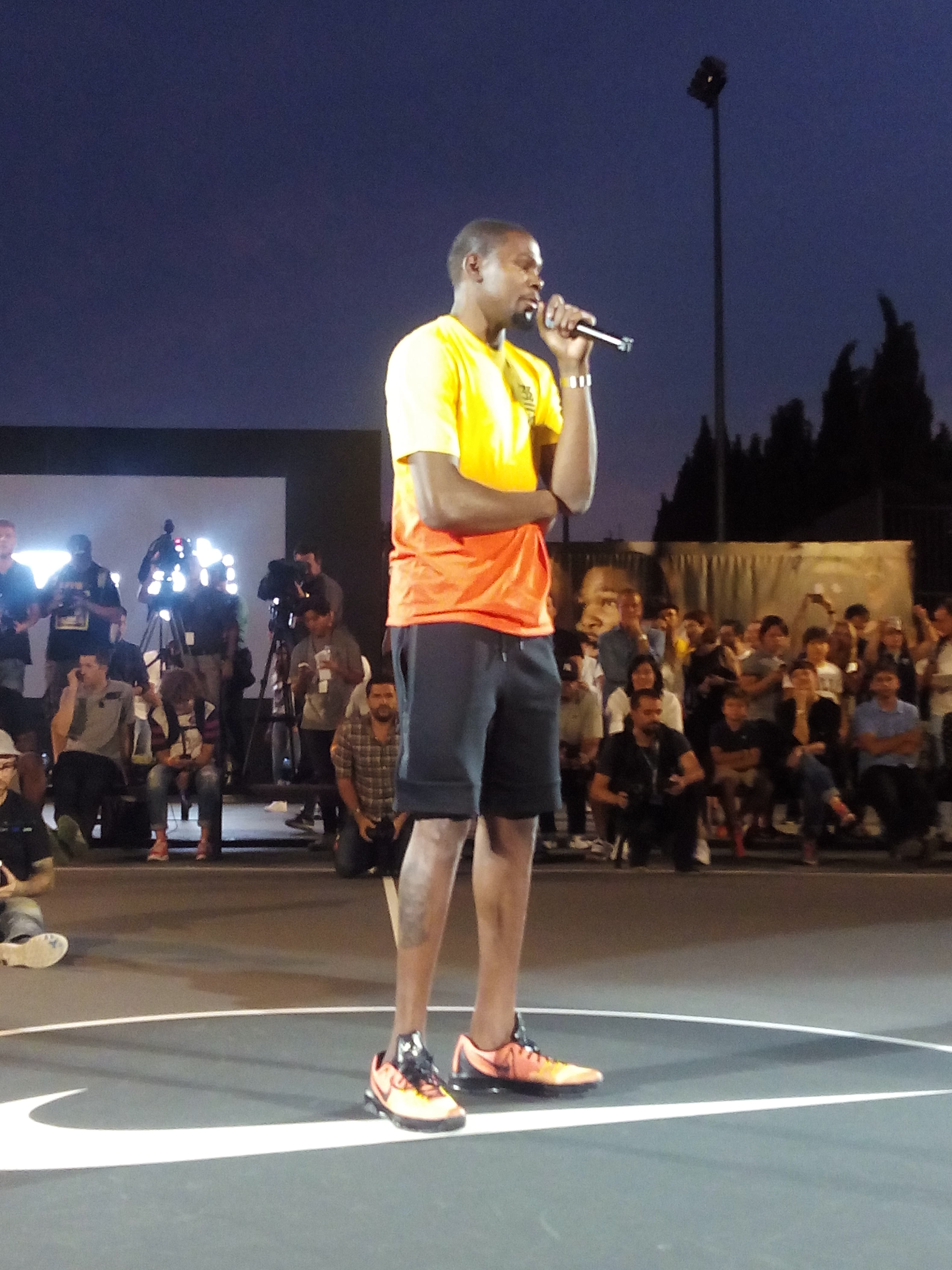
Kevin Durant en Madrid en septiembre de 2015.

- Elegido en 1.ª Ronda, puesto n.º 2, del draft de la NBA de 2007, por Seattle SuperSonics.
- Elegido Rookie del Año de la NBA en 2008.
- Elegido en el mejor quinteto de rookies de la NBA en 2008.
- Elegido para jugar el All Star Game de la NBA en el partido de rookies de 2008.
- Elegido para jugar el All Star Game de la NBA en el partido de shophomores de 2009.
- Elegido MVP del Rookie Challenge del All-Star Weekend de la NBA de 2009, en N. Orleans.
- 15 veces All Star de la NBA (2010-2019, 2021-2025)
- Elegido MVP del All-Star Game de la NBA de 2012, en Orlando.
- Participó en 2 ocasiones en el Concurso de Triples de la NBA (2011 y 2012).
- 2 veces Campeón de la NBA (2017 y 2018)
- 2 veces MVP de las Finales de la NBA (2017, 2018)
- Elegido MVP de la Temporada de la NBA en la 2013-14.
- 6 veces mejor quinteto de la NBA (2010, 2011, 2012, 2013, 2014 y 2018)
- 5 veces 2.º mejor quinteto de la NBA (2016, 2017, 2019, 2022 y 2024)
- Rookie del Año de la NBA (2008)
- Elegido 26 veces jugador de la semana en la Conferencia Oeste desde que llegó a la NBA.
- Elegido 14 veces jugador del mes en la Conferencia Oeste desde que llegó a la NBA.
- 2 veces parte del Club del 50-40-90 (2013 y 2023)
- NBA Community Assist Award (2018)
- Ha logrado 205 dobles-dobles desde que llegó a la NBA.[actualizar]
- Ha logrado 12 triple-dobles desde que llegó a la NBA.[actualizar]
- Elegido en el Equipo del 75 aniversario de la NBA (2021)

### Otros
- BET Awards, 2 veces Sportsman of the Year (2012, 2014)
- 3 veces USA Basketball Male Athlete of the Year (2010, 2016, 2021)
- 2 veces el Magic Johnson Award en 2011 y 2025.[82]

### Líder de la liga
- Líder de la temporada 2009-10 de la NBA en puntos por partido: 30.1
- Líder de la temporada 2010-11 de la NBA en puntos por partido: 27.7
- Líder de la temporada 2011-12 de la NBA en puntos por partido: 28.0
- Líder de la temporada 2013-14 de la NBA en puntos por partido: 32.0
- Líder de la temporada 2009-10 de la NBA en tiros de campos encestados: 794
- Líder de la temporada 2011-12 de la NBA en tiros de campos encestados: 643
- Líder de la temporada 2013-14 de la NBA en tiros de campos encestados: 849
- Líder de la temporada 2009-10 de la NBA en tiros de campos intentados: 1,668
- Líder de la temporada 2013-14 de la NBA en tiros de campos intentados: 1,688
- Líder de la temporada 2009-10 de la NBA en tiros de libre encestados: 756
- Líder de la temporada 2010-11 de la NBA en tiros de libre encestados: 594
- Líder de la temporada 2012-13 de la NBA en tiros de libre encestados: 679
- Líder de la temporada 2013-14 de la NBA en tiros de libre encestados: 703
- Líder de la temporada 2009-10 de la NBA en tiros de libre intentados: 840
- Líder de la temporada 2013-14 de la NBA en tiros de libre intentados: 805
- Líder de la temporada 2009-10 de la NBA en minutos jugados: 3,239
- Líder de la temporada 2011-12 de la NBA en minutos jugados: 2,546
- Líder de la temporada 2013-14 de la NBA en minutos jugados: 3,122
- Líder de la temporada 2013-14 de la NBA en eficiencia: 31.8

### Récords de franquicia
Kevin Durant ostenta varios récords en la franquicia de Oklahoma City Thunder:
- Puntos

- Temporada: 2,593
- Partido: 54
- Media de puntos en una carrera: 27.4
- Media de puntos en una temporada: 32.0
- Partidos anotando 50 puntos o más en una carrera: 3
- Partidos anotando 40 puntos o más en una carrera: 35
- Partidos anotando 30 puntos o más en una carrera: 195
- Partidos consecutivos anotando 40 o más puntos en una carrera: 2 (2 veces)
- Partidos consecutivos anotando 30 o más puntos en una carrera: 12 (del 7 al 29 de enero de 2014)
- Partidos consecutivos anotando 30 o más puntos en una temporada: 12 (del 7 al 29 de enero de 2014)
- Partidos consecutivos anotando 20 o más puntos en una carrera: 33
- Partidos consecutivos anotando 25 o más puntos en una temporada: 41 (Récord de la NBA)

- Tiros libres encestados e intentados

- Tiros libres encestados en una carrera: 3,766
- Tiros libres intentados en una carrera: 4,263
- Tiros libres encestados en una temporada: 756
- Tiros libres intentados en una temporada: 840
- Tiros libres encestados en un partido: 24

- Triples encestados e intentados

- Triples encestados en un partido: 7
- Triples intentados en un partido: 13

### Récords en un partido
- Puntos: 54 (contra Golden State 17/01/14)
- Rebotes: 18 (contra Minnesota 26/01/11)
- Asistencias: 14 (contra New York 23/01/2018)
- Tapones: 7 (2 veces)
- Robos: 5 (contra Golden State 14/11/13)
- Minutos: 53 (contra Orlando 30/12/2015)
- Tiros de campo encestados: 19 (2 veces)
- Tiros de campo intentados: 34 (2 veces)
- Triples encestados: 7 (5 veces)
- Triples intentados: 15 (contra Phoenix 6/04/14)
- Tiros libres encestados: 24 (contra LA Clippers 23/01/09)
- Tiros libres intentados: 26 (contra LA Clippers 23/01/09)

### Récord en la NBA
- Más tiros de campos intentados en un All-Star Game: 27 (el 16 de febrero de 2014 en la edición 63rd del All-Star Game de la NBA)

- Empate con Rick Barry y Michael Jordan

- Más triples intentados en un All-Star Game: 17 (el 16 de febrero de 2014 en la edición 63rd del All-Star Game de la NBA)
- Jugador con más puntos en un partido de Rookie Challenge con 46.
- Jugador con más puntos en unas finales de la conferencia Oeste con 213 en los 7 partidos disputados contra los Houston Rockets en 2018.[83]
- Jugador con más puntos en un séptimo partido de PlayOff con 48.

### Partidos ganados sobre la bocina
|      | con Seattle SuperSonics      |
|      | con Oklahoma City Thunder    |
| (PO) | Denota un partido de PlayOff |

| Número | Tiro         | Margen | Resultado | Oponente         | Fecha                   |
| ------ | ------------ | ------ | --------- | ---------------- | ----------------------- |
| 1      | Tiro de tres | Empate | 126-123   | Atlanta Hawks    | 16 de noviembre de 2007 |
| 2      | Tiro de tres | Empate | 98-101    | New York Knicks  | 22 de enero de 2011     |
| 3      | Tiro de tres | -1     | 102-104   | Dallas Mavericks | 29 de diciembre de 2011 |